# KTM 250 FRR
La KTM 250 FRR è una motocicletta da competizione della casa austriaca KTM che ha disputato il motomondiale classe 250 dal 2005 al 2008.

## Il contesto
Dotata di un motore bicilindrico con la disposizione dei cilindri frontemarcia, ha debuttato a metà della stagione di corse in occasione del GP di Gran Bretagna 2005 condotta da Anthony West; dopo una classificazione al quindicesimo posto nelle prove, alla prima uscita in gara riuscì ad ottenere un secondo posto finale in una gara disturbata dalla pioggia. Nel resto della stagione non ottenne però altri risultati di rilievo.
Il primo anno completo di competizione fu il 2006 dove gareggiarono a bordo della 250 FRR Hiroshi Aoyama e Manuel Poggiali; il pilota giapponese ottenne il primo successo per la KTM in occasione del GP di Turchia e si ripeté in occasione del GP del Giappone, concludendo la stagione al quarto posto nella classifica iridata piloti.
L'anno successivo il riconfermato Aoyama venne affiancato dal pilota finlandese Mika Kallio che l'anno precedente aveva gareggiato per la stessa casa ma in classe 125; ognuno dei due piloti ottenne due vittorie nella stagione, concludendo l'anno rispettivamente al sesto e settimo posto nella classifica piloti.
Nel motomondiale 2008 alle due moto gestite dal team ufficiale, affidate ai due piloti dell'anno precedente, ne venne portata in gara una terza affidata al pilota spagnolo Julián Simón; il migliore fu Kallio che ottenne tre vittorie e giunse al terzo posto nella classifica piloti. Prima del termine dell'anno la casa motociclistica austriaca annunciò il ritiro ufficiale dalle competizioni di questa classe.
La carriera della 250 FRR si concluse pertanto con 9 successi nelle tre stagioni complete di partecipazione.